# 織姫神社 (桐生市)
織姫神社（おりひめじんじゃ）は、群馬県桐生市織姫町にある神社である。

## 概要
明治28年（1895年）に日本織物株式会社（後の富士紡績株式会社）によって、山田郡川内村（現在の桐生市川内町）の白滝神社から現在地に勧請したものである。
神体は、等身大の白滝姫立像である。平成12年（2000年）に神社の補修調査を行った際、生人形師安本亀八の作であることが判明している。白滝姫像は2000年と2009年（鎮座115年祭）に公開された。以後は5年ごとに公開の予定である。

## 周辺
織姫町周辺は、かつて富士紡績株式会社桐生工場があった場所である。太平洋戦争時に、工場は中島飛行機の時局産業に転用された。終戦により返還されたが、富士紡績は再建計画を断念し、土地・建物を桐生市に譲渡した。跡地周辺は、桐生市役所・桐生厚生総合病院・桐生市立中央中学校など、公共施設が立ち並ぶ地区となっている。桐生厚生総合病院の隣には日本織物株式会社水力発電所跡がある。

## 交通
- 両毛線・わたらせ渓谷線：桐生駅南口より、徒歩約10分。
- 東武桐生線：新桐生駅より、徒歩約25分。